# Ancistrocerus tardinotus
Ancistrocerus tardinotus är en stekelart som beskrevs av Taylor 1922. Ancistrocerus tardinotus ingår i släktet murargetingar, och familjen Eumenidae. Inga underarter finns listade i Catalogue of Life.